# Still Remains
Still Remains é uma banda de metalcore formada em Grand Rapids, Michigan (2002). O grupo se desfez em meados de 2008, mas se reuniu para um show final de março de 2011, e em maio a banda anunciou que a reunião seria permanente.

## História
Em outubro de 2003 foi gravado o primeiro EP da banda intitulado Dying With a Smile. Um ano mais tarde foi lançado outro EP, o If Love was Born to Die.
Pouco depois a banda assinou um contrato com a Roadrunner Records, gravadora pela qual Still Remains fez a estréia de seu primeiro álbum de estúdio, chamado Of Love and Lunacy, em 3 de maio de 2005. O álbum recebeu principalmente opiniões positivas, e lançou dois únicos singles, "The Worst Is Yet to Come" e "White Walls", músicas tocadas em canais como Kerrang e Scuzz. A banda excursionou em apoio do álbum, foi quando fez sua primeira visita ao Reino Unido, tocou junto com Trivium e 3 Inches of Blood no "Roadrage Tour". Eles ainda tocaram no "XXV Kerrang tour" com Bullet For My Valentine, Aiden e Hawthorne Heights. Pouco tempo depois, começaram a gravar seu próximo álbum, The Serpent.
The Serpent foi lançado em 7 de agosto de 2007. No álbum, houve uma mudança no estilo do vocalista T.J Miller, cantando com tons mais melódicos do que no álbum anterior. A faixa "Stay Captive" foi tocada extenssivamente no Scuzz. A segunda faixa "Dancing with the Enemy" foi liberada e tocada em canais musicais.
No início do outono de 2007, eles apoiaram Aiden seguido por uma turnê apoiando Atreyu  em novembro no Reino Unido.
Em janeiro e fevereiro de 2008, eles substituiram uma banda de Metalcore de apoio ao Bullet For My Valentine. A sua última turnê, na Primavera de 2008 seria chamada "The Serpent Tour".

## Reunião
Os membros da Banda se reuniram para realização do último show da banda "Haste the Day's" no dia na 11 de março de 2011, na "Egyptian Room at the Old National Centre" em Indianapolis, Indiana. A banda tocou nove músicas, contando com membros presentes durante a produção do álbum "Of Love and Lunacy", com Adrian "Bone" Green tocando bateria em algumas músicas. Em 07 de maio de 2011, a banda anunciou através de sua página oficial do Facebook que estão retornando e que estão trabalhando em novas músicas.
Em março de 2013, a banda lançou uma campanha Kickstarter para financiar a gravação de seu novo álbum de estúdio, que é intitulado Ceasing to Breathe, o qual foi lançado em 17 dezembro de 2013.